# 헥사트리곤 비켈리
헥사트리곤 비켈리(Hexatrygon bickelli)는 매가오리목에 속하는 연골어류의 일종이다. 헥사트리곤과(Hexatrygonidae)와 헥사트리곤속(Hexatrygon)의 유일종이다.